# 德意志兰茨贝格附近弗赖兰
德意志兰茨贝格附近弗赖兰是奥地利施蒂利亚州德意志兰茨贝格县的一个市镇。总面积10.27平方公里，总人口140人，人口密度13.6人/平方公里（2001年）。